# Refried Ectoplasm
Refried Ectoplasm — сборник британской инди-рок группы Stereolab. Это вторая компиляция композиций из серии Switched On Volume 2, в которую вошли 13 треков. Альбом был выпущен в июле 1995 года на лейблах Drag City в США, Duophonic Records в Великобритании и Flying Nun Records (Новой Зеландии).

## История
Refried Ectoplasm: Switched On, Vol. 2 включает в себя 13 синглов и раритетов, выпущенных Stereolab в период с 1992 по 1995 год.

## Отзывы
| Оценки критиков               | Оценки критиков |
| Источник                      | Оценка          |
| ----------------------------- | --------------- |
| AllMusic                      | [ 1 ]           |
| Pitchfork                     | 8.2/10          |
| New Rolling Stone Album Guide | [ 3 ]           |

Refried Ectoplasm получил благоприятные отзывы музыкальных критиков.
Эрлевайн, Стивен Томас из Allmusic поставил альбому оценку 4,5 из пяти и отметил, что «Более чем любой другой альбом, Refried Ectoplasm показывает удивительный музыкальный рост Stereolab в эти три года и предлагает несколько лучших песен — включая „Lo Boob Oscillator“, „French Disko“ и „John Cage Bubblegum“ — не представленных ни на одном альбоме. Хотя такие вещи необходимы коллекционерам, качество и доступность музыки очень высоки, демонстрируя всю сложность Stereolab и обеспечивая отличное знакомство с группой».
Наряду с Aluminum Tunes, Rolling Stone Album Guide упоминает Refried Ectoplasm как «многие случайные сборники, которые могут прослушать только одержимые и законченные люди» и что сборники «предлагают некоторые из самых экспериментальных материалов Stereolab, а иногда — как в случае с ранними синглами Refried („Lo Boob Oscillator“) — и некоторые из более доступных треков группы».

## Список композиций
| №   | Название | Длительность |
| --- | --- | ------------ |
| 1.  | «Harmonium» (1992, первоначально 7-дюймовый сингл на Duophonic Super 45's)                                                                         | 5:55         |
| 2.  | «Lo Boob Oscillator» (1993, первоначально 7-дюймовый сингл на Sub Pop)                                                                             | 6:36         |
| 3.  | «Mountain» (1993, первоначально сплит-сингл на Teenbeat, другая сторона Unrest)                                                                    | 4:05         |
| 4.  | «Revox» (1993, первоначально из двойного пакета 7-дюймового сингла на Duophonic Super 45's, сплит вместе с Huggy Bear, Colm and Darlin')           | 4:13         |
| 5.  | «French Disko» (1993, первоначально 7-дюймовый сингл и CD-сингл на Duophonic)                                                                      | 3:35         |
| 6.  | «Exploding Head Movie» (1993, с Nurse With Wound, из 10-дюймового Crumb Duck на Clawfist)                                                          | 4:48         |
| 7.  | «Eloge d'Eros» (1993, би-сайд из «John Cage Bubblegum»)                                                                                            | 3:52         |
| 8.  | «Tone Burst (Country)» (1993, ранее не издававшийся, из заброшенного 7-дюймового сплита с Spectrum)                                                | 2:12         |
| 9.  | ««Animal or Vegetable (A Wonderful Wooden Reason…)»» (1993, с Nurse With Wound, другая сторона из «Crumb Duck»)                                    | 13:32        |
| 10. | «John Cage Bubblegum» (1993, 7-дюймовый сингл на Slumberland Records, некоторые экземпляры поставлялись с настоящей полоской жевательной резинки.) | 3:18         |
| 11. | «Sadistic» (ранее не издававшийся) | 2:36         |
| 12. | «Farfisa» (1992, би-сайд «Harmonium») | 2:23         |
| 13. | «Tempter» (1993, би-сайд «Lo Boob Oscillator») | 5:52         |